# Кикути Кан
Кикути Кан (яп. 菊池 寛 Кикути Кан, 26 декабря 1888 — 6 марта 1948) — писатель, сценарист, издатель. Настоящее имя Кикути Хироси (яп. 菊池寛 Кикути Хироси). Родился в Такамацу в семье небогатого школьного канцеляриста.

## Жизнь и творчество
Окончив среднюю школу, он поступил в Токийское педучилище, откуда, вскоре был исключен. Кикути Кан примыкает к журналу «Синситё». Его товарищами становятся Акутагава Рюноскэ и другие представители неореализма. С перерывами он учился в разных учебных заведениях, а также в университетах Мэйдзи и Васэда, но по-прежнему главным источником получения знаний для него было самообразование. Последним местом учёбы был Киотский университет, который он окончил в 1916 г.
Известность к Кикути Кану пришла в 1918 г., когда он опубликовал «Дневник безвестного литератора» и «Летопись подвига князя Таданао». Однако ещё раньше вышли в свет новеллы «Спасительница утопленников» (1916), «Осмеяние мертвых» (1918), «Поручик Жерар» (1918), пьеса «Возвращение отца» (1917).
Творчество Кикути Кана принято делить на два периода — произведения в жанре «чистой» литературы и произведения в жанре «массовой» литературы.
Для первого периода творчества писателя характерна критика догматов феодальной морали. Этим, вероятно, может объясняться неоднократное обращение писателя к темам кровной мести и самоубийства.
Часть «просветительских» новелл Кикути, написанных в первый период творчества, близка по характеру к историческим произведениям. Пьеса «Любовь Тодзюро» посвящена истории театра Кабуки. Характерен рассказ «Начало голландской учености» (1921), который посвящён деятельности двух видных ученых эпохи Эдо — Сугита Гэмпаку (1733—1817) и Маэно Рётаку (1723—1803).
Роман «Портрет дамы с жемчугами» (1921) — одно из лучших произведений Кикути. Роман поднимает проблему эмансипированной женщины в 20-е гг. XX столетия.
В 1923 г. Кикути Кан стал издавать собственный журнал «Бунгэй сюндзю», на страницах которого яростно выступал против пролетарской литературы, может быть, это отчасти и обусловило необыкновенную популярность журнала в те годы. Кикути Кан завоевывает репутацию не как писатель, а как комментатор и критик, арбитр литературных споров, спонсор и ментор начинающих литераторов, наконец, как издатель и предприниматель. Этот период творчества характеризовался созданием произведений в жанре «массовой» литературы. Цель и задачи Кикути Кана и других представителей литературных кругов в те годы заключались в том, чтобы расширить рамки «чистой» литературы, сделав её достоянием широких масс.
Кикути Кан явился инициатором учреждения двух литературных премий — имени Акутагавы и имени Наоки в 1935 г., лауреатами которых становятся писатели и по сей день.

## Произведения
1. Shinju Fujin (真珠夫人) -- Портрет дамы с жемчугами
2. Спасительница утопленников
3. Осмеяние мёртвых
4. Поручик Жерар
5. Chichi Kaeru (父帰る) -- пьеса «Возвращение отца»
6. Tōjūrō no Koi (藤十郎の恋) -- пьеса «Любовь Тодзюро»
7. Mumei Sakka no Nikki (無名作家の日記) -- Дневник безвестного литератора
8. Tadanaokyō Gyōjōki (忠直卿行状記) -- Летопись подвига князя Таданао
9. И была любовь, и была ненависть